# Chris Leavins
Chris Leavins (geb. 1968 in Saskatchewan, Kanada) ist ein kanadischer Schauspieler.
Chris Leavins spielte in mehreren kanadischen TV-Serien wie Traders (Gemini Gewinner 1997, 1998 als Best dramatic Series), Eleventh Hour (Gemini Gewinner 2002–2003 als Best dramatic Series) und Slings and Arrows (Gemini Gewinner 2006 als Best dramatic Series)
Leavins wurde 1997 für den Gemini Award als Best Supporting Actor und 2007 als Best Actor in einer Gastrolle in Slings ans Arrows nominiert. Leavins spielte in den Stücken Posterchild, The Captain, and The Best Play in the Fringe Festival Ever, die in Nordamerika aufgeführt wurden.
Leavins wurde auch durch seine Internetshow Cute with Chris bekannt. Jeden Montag veröffentlichte er auf seiner Website eine neue Show, in der es größtenteils um Tierbabys ging. Er hat begonnen, Live-Shows aufzuführen. Seine erste Show war am 30. Januar 2008 im Hudson Theater in Hollywood, Californien. Seit 2011 hat er eine Hauptrolle in der Comedyserie Todd and the Book of Pure Evil. 